# Annabel Luxford
Annabel Luxford, née le 2 mars 1982 à Sydney, est une triathlète australienne. Multiple vainqueur sur compétition Ironman 70.3, elle remporte en 2005 la coupe du monde de triathlon.

## Biographie

### Jeunesse
Annabel Luxford nait à Sydney et grandit à Brisbane, elle se lance dans son premier triathlon à l'âge de neuf ans. À dix-sept, elle est invitée à rejoindre l'équipe junior australienne  et participe aux championnats du monde 1999 des moins de 23 ans (U23) à Montréal au Canada. Elle termine quatrième. En 2000, elle entre à  l'Université Bond et obtient une bourse en athlétisme elle y poursuit des études et obtient un diplôme de communication. Malgré un entraînement allégé pendant ses études, elle est sélectionnée de nouveau en équipe nationale U23 et termine dans le top dix du championnat du monde.

### Carrière en triathlon
Annabel Luxford se lance sur le circuit professionnel en 2004 et participe à de nombreuses compétitions internationales de l'ITU. Elle termine cinquième aux Jeux du Commonwealth en 2006, elle  participe et obtient de 2004 à 2007 seize podiums sur les étapes de coupe du monde de triathlon dont quatre médailles d'or, elle remporte le classement général de la coupe du monde en 2005. En 2007 elle est sélectionnée pour participer aux Jeux olympiques d'été de 2008, mais une blessure à la jambe l’empêche de prendre part à l’épreuve. Elle rebondit en 2008 en remportant le championnat national d'Australie et en prenant la  cinquième place du championnat du monde, elle termine dans le « top 10 » des séries mondiales de triathlon. Elle obtient dans le même temps son diplôme d'études supérieures en droit appliquée de l'Université de Queensland.

## Palmarès
Le tableau présente les résultats les plus significatifs (podium) obtenus sur le circuit international de triathlon depuis 2004,.
| Année | Compétition                              | Pays             | Position           | Temps           |
| ----- | ---------------------------------------- | ---------------- | ------------------ | --------------- |
| 2018  | Laguna Phuket Triathlon                  | Thaïlande        | Médaille d'or      | 2 h 39 min 50 s |
| 2018  | Challenge Wanaka Half                    | Nouvelle-Zélande | Médaille d'or      | 4 h 27 min 2 s  |
| 2018  | Challenge Shepparton                     | Australie        | Médaille d'or      | 4 h 7 min 55 s  |
| 2018  | Challenge Melbourne                      | Australie        | Médaille d'or      | 4 h 4 min 23 s  |
| 2017  | Championnat du monde Challenge           | Slovaquie        | Médaille d'argent  | 4 h 14 min 33 s |
| 2017  | Challenge Melbourne                      | Australie        | Médaille d'or      | 4 h 9 min 58 s  |
| 2017  | Ironman 70.3 Geelong                     | Australie        | Médaille d'or      | 4 h 21 min 20 s |
| 2017  | Ironman 70.3 Elsinore                    | Danemark         | Médaille d'or      | 4 h 7 min 0 s   |
| 2017  | Ironman France                           | France           | Médaille d'argent  | 9 h 38 min 31 s |
| 2016  | Ironman 70.3 Ballarat                    | Australie        | Médaille d'or      | 4 h 14 min 21 s |
| 2016  | Ironman 70.3 Western Sydney              | Australie        | Médaille d'or      | 4 h 8 min 39 s  |
| 2016  | Ironman 70.3 Japon                       | Japon            | Médaille d'or      | 4 h 24 min 6 s  |
| 2016  | Ironman 70.3 Busselton                   | Australie        | Médaille d'or      | 4 h 12 min 34 s |
| 2015  | Ironman 70.3 Ballarat                    | Australie        | Médaille d'or      | 4 h 10 min 46 s |
| 2015  | Ironman 70.3 Western Sydney              | Australie        | Médaille d'or      | 4 h 8 min 29 s  |
| 2014  | Ironman 70.3 Mandurah                    | Australie        | Médaille d'or      | 4 h 2 min 20 s  |
| 2014  | Challenge Melbourne                      | Australie        | Médaille d'or      | 4 h 16 min 1 s  |
| 2013  | Championnat du monde d'Ironman 70.3      | États-Unis       | Médaille de bronze | 4 h 25 min 59 s |
| 2013  | Ironman 70.3 Cozumel                     | Mexique          | Médaille d'or      | Timing          |
| 2013  | Ironman 70.3 Auckland                    | Nouvelle-Zélande | Médaille d'or      | Timing          |
| 2012  | Ironman 70.3 Canberra                    | Australie        | Médaille d'or      | 4 h 4 min 25 s  |
| 2007  | Coupe du monde - l'étape de Des Moines   | États-Unis       |                    | 2 h 4 min 7 s   |
| 2006  | Coupe du monde - l'étape de Mooloolaba   | Australie        | Médaille d'or      | 2 h 1 min 10 s  |
| 2006  | Coupe du monde - l'étape de Doha         | Qatar            | Médaille d'or      | 1 h 59 min 36 s |
| 2005  | Coupe du monde - Classement Général      |                  | Médaille d'or      |                 |
| 2005  | Coupe du monde - l'étape de Tiszaujvaros | Hongrie          |                    | 1 h 55 min 12 s |
| 2005  | Coupe du monde - l'étape de Madrid       | Espagne          |                    | 2 h 7 min 55 s  |
| 2005  | Coupe du monde - l'étape d'Edmonton      | Canada           |                    | 1 h 59 min 1 s  |
| 2005  | Coupe du monde - l'étape de New Plymouth | Nouvelle-Zélande |                    | 2 h 6 min 3 s   |
| 2005  | Championnat du monde                     | Japon            |                    | 1 h 59 min 42 s |
| 2004  | Coupe du monde - Classement Général      |                  |                    |                 |
| 2004  | Coupe du monde - l'étape de Gamagori     | Japon            |                    | 2 h 9 min 24 s  |